# Zaprowadź mnie
Zaprowadź mnie – singel polskiej piosenkarki Natalii Szroeder. Utwór został wykorzystany w ścieżce dźwiękowej filmu Tarapaty. Singel został wydany 7 września 2017.
Kompozycja znalazła się na 26. miejscu listy AirPlay – Top, najczęściej odtwarzanych utworów w polskich rozgłośniach radiowych. Nagranie otrzymało w Polsce status złotego singla, przekraczając liczbę 10 tysięcy sprzedanych kopii.

## Geneza utworu i historia wydania
Utwór napisali i skomponowali Marcin Górecki, Natalia Szroeder oraz Przemysław Puk.
Singel ukazał się w formacie digital download 7 września 2017 w Polsce za pośrednictwem wytwórni płytowej Margo Entertainment w dystrybucji Warner Music Poland. 
Utwór został również wykorzystany w ścieżce dźwiękowej filmu Tarapaty.

## „Zaprowadź mnie” w stacjach radiowych
Nagranie było notowane na 26. miejscu w zestawieniu AirPlay – Top, najczęściej odtwarzanych utworów w polskich rozgłośniach radiowych.

## Teledysk
Do utworu powstał teledysk w reżyserii Marty Karwowskiej, który udostępniono w dniu premiery singla za pośrednictwem serwisu YouTube.

## Lista utworów
- Digital download[5]

1. „Zaprowadź mnie” – 3:23

## Notowania

### Pozycje na listach airplay
| Kraj   | Lista         | Najwyższa pozycja |
| ------ | ------------- | ----------------- |
| Polska | AirPlay – Top | 26                |

## Certyfikaty
| Kraj          | Certyfikat  | Sprzedaż |
| ------------- | ----------- | -------- |
| Polska (ZPAV) | złota płyta | 10 000+  |